# 阿扎培汀
阿扎培汀是一种含氮杂环化合物，分子式C17H17N，可用作血管舒張药。